# (7121) Busch
(7121) Busch ist ein Asteroid des Hauptgürtels, der am 10. Januar 1989 vom deutschen Astronomen Freimut Börngen an der Thüringer Landessternwarte Tautenburg (IAU-Code 033) im Tautenburger Wald in Thüringen entdeckt wurde.
Der Himmelskörper gehört zur Koronis-Familie, einer Gruppe von Asteroiden, die nach (158) Koronis benannt ist.
Der Asteroid wurde nach dem deutschen humoristischen Dichter und Zeichner Wilhelm Busch (1832–1908) benannt, der zu den einflussreichsten Künstlern seines Genres in Deutschland zählte.